# Rodrigo Roman
Rodrigo Roman ist ein chilenischer Biathlet.
Rodrigo Roman startete im August 2010 bei den Biathlon-Südamerikameisterschaften in Portillo und Bariloche. Bei der Meisterschaft, die als Rennserie ausgetragen wurde, wurde Sepulveda in Portillo 16. des Einzels, Zehnter im Sprintrennen und trat im Massenstart trotz Meldung nicht an. Bei den Rennen in Argentinien trat er wie alle Chilenen wegen eines Erdbebens in ihrer Heimat nicht an. In der Gesamtwertung, in die maximal drei Rennen eingingen, belegte er den 19. Platz.